# Іоанніс Фунтуліс
Іоанніс Фунтуліс (25 травня 1988) — грецький ватерполіст.
Срібний медаліст Олімпійських Ігор 2020 року, учасник Олімпійських Ігор 2012 року.
Призер Чемпіонату світу з водних видів спорту 2015, 2022 років.